# Bladenboro
Bladenboro is een plaats (town) in de Amerikaanse staat North Carolina, en valt bestuurlijk gezien onder Bladen County.

## Demografie
Bij de volkstelling in 2000 werd het aantal inwoners vastgesteld op 1718.
In 2006 is het aantal inwoners door het United States Census Bureau geschat op 1702, een daling van 16 (-0,9%).

## Geografie
Volgens het United States Census Bureau beslaat de plaats een oppervlakte van
5,6 km², geheel bestaande uit land. Bladenboro ligt op ongeveer 31 m boven zeeniveau.

## Plaatsen in de nabije omgeving
De onderstaande figuur toont nabijgelegen plaatsen in een straal van 20 km rond Bladenboro.